# Апанасёнок, Александр Вячеславович
Александр Вячеславович Апанасёнок (род. 1 августа 1980 или 1980, Курск) — российский историк, специалист в области истории русского старообрядчества и православия Нового и Новейшего времени; доктор исторических наук (2010), профессор.

## Биография
Родился 1 августа 1980 года в городе Курске.
В 2002 году окончил исторический факультет Курского государственного педагогического университета, а в 2004 году — аспирантуру кафедры истории Курского государственного технического университета.
В 2004 году защитил кандидатскую диссертацию «История старообрядчества Курской губернии в конце XIX — начале XX века» и начал работать на кафедре истории Курского государственного технического университета.
В 2010 году защитил докторскую диссертацию на тему «Формирование и функционирование старообрядческих сообществ Центрально-Чернозёмного региона России: последняя треть XVII — начало XX века». С 2012 по 2013 год возглавлял кафедру истории и социально-культурного сервиса Юго-Западного государственного университета. С 2013 года — проректор по науке и международным связям Регионального открытого социального института (Курск). С 2022 г. — ведущий научный сотрудник отдела истории Института научной информации по общественным наукам Российской академии наук (ИНИОН РАН).

## Профессиональная деятельность
А. В. Апанасёнок является автором более 100 научных публикаций, большинство из которых посвящено религиозной истории России. Оценивая его ранние статьи по истории старообрядчества и русских сект, автор биографического словаря «Историки Курского края» профессор С. П. Щавелёв в 2007 г. отмечал, что «основанные на первоисточниках публикации А. В. Апанасёнка по религиозно-церковной истории Чернозёмного региона России представляют редкий сегодня, а для Курска едва ли не единственный пока образец научного, объективного, а не конфессионально или атеистически пристрастного обсуждения данных вопросов». Исследования А. В. Апанасенка в области истории старообрядчества поддерживались грантами Российского гуманитарного научного фонда и Российского фонда фундаментальных исследований. В 2021 г. стал одним из победителей научного конкурса РФФИ на лучшие проекты фундаментальных научных исследований по теме «Советская эпоха: история и наследие (к 100-летию образования СССР)» с проектом «Советская идентичность и проблемы религиозности: православные практики в повседневной жизни граждан СССР в 1940-е — 1980-е гг.».
Заместитель главного редактора журнала «Провинциальные научные записки», член редколлегии журнала «Известия Юго-Западного государственного университета. Серия: История и право».
Лектор Российского общества «Знание».

## Спорт
А. В. Апанасёнок — кандидат в мастера спорта по шахматам, неоднократный победитель региональных соревнований. Член Российской шахматной федерации

## Опубликованные книги
- Апанасенок А. В. Старообрядчество Курского края в XVII — начале XX века /. — Курск: КГТУ, 2005. — 196 с.
- Апанасенок А. В. «Старая вера» в Центральном Черноземье: XVII — начало XX века /. — Курск: КГТУ, 2008. — 304 с.
- Апанасенок А. В. Религиозные диссиденты в российской провинции: очерки истории духовных движений Курской губернии в конце XVIII — начале XX века /. — Курск: КГТУ, 2010. — 199 с.
- Апанасенок А. В. Религии народов мира: Учебное пособие / А. В. Апанасенок. М.: Альфа-М: Инфра-М, 2012. 208 с.
- Апанасенок А. В. Религиозный традиционализм в провинциальной России: история старообрядческих сообществ Центрального Черноземья в XVII — начале XX века /. — Курск: РОСИ, 2014. — 397 с.
- Апанасенок А. В. Традиционная конфессиональная культура курян в 1900—1964 гг.: Очерки истории / А. В. Апанасенок, И. С. Дудина. — Курск: РОСИ, 2015. — 113 с.
- Апанасенок А. В. История православного паломничества в Курскую Коренную пустынь: 1861—1991 гг. / Ю. А. Мурашова, А. В. Апанасенок. — Курск: РОСИ, 2018. — 198 с.
- Апанасенок А. В. Персональная история православия: судьбы Церкви и верующих в новейшей истории России / М. В. Каиль, Т. Г. Леонтьева, В. С. Батченко, А. В. Апанасенок. — Смоленск: СмолГУ, 2021. 160 с.
- Апанасенок А. В. История русского старообрядчества в XVII — начале XX в.: учебное пособие. — Курск: РОСИ, 2022. —131 с.
- Советская идентичность и проблемы религиозности: православные практики в повседневной жизни граждан СССР в 1940-е — 1980-е гг.: коллективная монографиям/ под ред. А. В. Апанасенка. — Курск: Изд-во РОСИ, 2022. — 321 с.

## Избранные статьи
- Апанасенок, А. В. Идеалы и ценности русских староверов в эпоху российской модернизации второй половины XIX — начала XX века (на материалах Центрального Черноземья) /А. В. Апанасенок // Известия РГПУ им. А. И. Герцена. — 2008, № 11(66). — С. 145—152.
- Апанасенок, А. В. Церковный раскол и генезис староверия на территории Центрального Черноземья во второй половине XVII в. /А. В. Апанасенок // Известия РГПУ им. А. И. Герцена. — 2008, № 11(78). — С.20-27.
- Апанасенок, А. В. Старообрядцы и «мирские» в сельском социуме Центрального Черноземья в XIX — начале XX века: эволюция межконфессиональных отношений /А. В. Апанасенок // Вестник Поморского университета. Серия «Гуманитарные и социальные науки». — 2008, № 4. — С. 5-11.
- Апанасенок, А. В. Влияние староверия на религиозную жизнь православных приходов в центрально-чернозёмных губерниях России: вторая половина XIX — начало XX в. /А. В. Апанасенок // Известия РГПУ им. А. И. Герцена. — 2009, № 92. — С.9-16.
- Апанасенок, А. В. История единоверия в провинциальной России: XIX — начало XX в. (на материалах Центрального Черноземья) /А. В. Апанасенок // Вестник Поморского университета. Серия «Гуманитарные и социальные науки». — 2009, № 7. — С. 5-12.
- Апанасенок, А.В. «Закон законом, а истинная вера одна»: из истории становления веротерпимости в провинциальной России начала XX века /А. В. Апанасенок // Вестник Российского университета дружбы народов. Серия история России. — 2009, № 1. — С.61-67.
- Апанасенок, А. В. Старообрядческий мир в социально-культурной и религиозной истории Центрального Черноземья в XIX — начале XX в. /А. В. Апанасенок // Вестник Челябинского государственного университета. — 2009, № 28. История. Вып.34. — С.114-126.
- Апанасенок, А.В. «Борода — лишняя тягота»: российское провинциальное староверие в условиях становления регулярного государства в первой половине XVIII в. /А. В. Апанасенок // Известия Курского государственного технического университета. — 2010, № 2(31). — С. 142—149.
- Апанасенок, А. В. Традиции в эпоху модернизации: эволюция конфессиональных практик курского села в XX в. /А. В. Апанасенок, Е. С. Апанасенок // Известия Юго-Западного государственного университета. — 2012, № 2(41) — С. 217—224
- Апанасенок, А.В. К вопросу о причинах развития религиозного нонконформизма в России во второй половине XIX — начале XX в. /А. В. Апанасенок, А. Ю. Бубнов // Известия Юго-Западного государственного университета. — 2012, № 4. — С.169-171
- Апанасенок, А.В. «Жаждущие святого духа»: мистическое сектантство на территории Центрального Черноземья в XVIII — начале XX в. /А. В. Апанасенок, А. В. Черныш // Известия Юго-Западного государственного университета. — 2012, № 5(44). Ч.1. — С. 183—186
- Апанасенок, А. В. Общины религиозных нонконформистов Центрального Черноземья в эпоху «патерналистской» монархии: 1761—1825 годы /А. В. Апанасенок, Е. С. Апанасенок // Известия Юго-Западного государственного университета. Серия «История и право» — 2013, № 1. — С. 125—131.
- Апанасенок, А.В. «Нет моления за победу русского оружия»: из истории провинциального баптизма в годы Первой Мировой войны / А. В. Апанасенок // Вестник Тверского государственного университета. Серия «История». — 2014, № 4. — С. 38-50.
- Apanasenok A.V. The Elder with «keys from heaven»: the image of a skopets in the history of Russian mystical sectarianism in XIX cent. / A.V. Chernysh, A.V. Apanasenok // Былые годы. Российский исторический журнал. — 2015, № 1. — С. 87-93
- Апанасенок, А.В. «На линейку из церкви»: советские школьники на православных богослужениях в эпоху «научного атеизма» / А. В. Апанасенок, И. С. Дудина // Известия Смоленского государственного университета. — 2015, № 3. — С. 343—351
- Апанасенок, А. В. Метаморфозы православной культуры постсоветского периода в зеркале интервью горожан Курского края /Ю. А. Мурашова, А. В. Апанасенок // Известия Юго-Западного государственного университета. Серия: История и право. — 2017, № 1. — С. 114—122
- Апанасенок, А. В. «Батюшка с мотоциклом» в советском селе: опыт локального историко-биографического исследования / А. В. Апанасенок // Вестник Тверского государственного университета. Серия: История. — 2019, № 4 (52). — С. 126—137.
- Апанасенок, А. В. «Богородица автомата не боится»: Великая Отечественная война в судьбах курян — «ссыльных подвижников» / А. В. Апанасенок // Известия Юго-Западного государственного университета. Серия: История и право. — 2020. Т. 10. № 3. — С. 190—199.
- Апанасенок А. В. «Путешествие к Богу»: к вопросу о восприятии паломничества на Святую Землю в сельском провинциальном социуме начала XX в. /А. В. Апанасенок, // Известия Юго-Западного государственного университета. Серия: История и право. — 2020. Т.10. № 5. — С. 188—199.
- Апанасенок, А. В. Палестинские чтения в духовной жизни российской деревни начала XX века /А. В. Апанасенок // Вестник государственного и муниципального управления. — 2020, Т.4, № 4. — С. 94-102.
- Апанасенок, А. В. Паломничество русских крестьян в Палестину в конце XIX — начале XX века /А. В. Апанасенок // Известия Юго-Западного государственного университета. Серия: История и право. — 2020, № 6. — С. 198—211.
- Апанасенок, А. В. «Матушка с кипарисовым сундучком»: к вопросу о влиянии паломничества в Святую Землю на персональную историю сельского верующего в первой половине XX века /А. В. Апанасенок // Провинциальные научные записки. — 2020, № 2 (12). — С.5—13.
- Апанасенок А. В. «Господи, помоги мне сдать экзамен»: православные практики советских учащихся в 1940-е — 1960-е гг. /А. В. Апанасенок // Известия Юго-Западного государственного университета. Серия: История и право. — 2021. Т. 11. № 5. — С. 205—216.
- Апанасенок, А. В. Православные практики в структуре повседневной жизни граждан СССР 1940-х — 1950-х гг. /А. В. Апанасенок, А. Ю. Бубнов // Вопросы истории. — 2021, № 12(3). — С. 204—214.
- Апанасенок, А. В. Практика православного крещения в СССР в зеркале статистики и оценках исследователей 1940-х — 1970-х гг. / А. В. Апанасенок, И. С. Пудякова // Via in tempore. История. Политология. — 2022, Т. 50. № 2. — С. 413—424.
- Апанасенок, А. В. «Почти советский батюшка»: опыт микроисторического исследования сельской конфессиональной истории 1940—1970-х годов / А. В. Апанасенок // Научный диалог. — 2022. Т. 11. № 8. — С. 313—331.
- Апанасенок, А. В. Верующие колхозники и «попы-коммунисты»: к вопросу о сосуществовании православной и «социалистической» культур в жизни советского села позднесталинского и хрущевского периодов / А. В. Апанасенок // Новейшая история России. — 2022. Т.12, № 4. — С.1018- 1034.